# Ipomoea sumatrana
Ipomoea sumatrana är en vindeväxtart som först beskrevs av Miquel, och fick sitt nu gällande namn av Van Ooststroom. Ipomoea sumatrana ingår i släktet praktvindor, och familjen vindeväxter. Inga underarter finns listade i Catalogue of Life.